# Lidia Aleksejeva
Lidia Vladimirovna Aleksejeva (Russisch: Лидия Владимировна Алексеева; meisjesnaam: Ракевич; Rakevitsj) (Moskou, 4 juli 1924 - 26 juni 2014) was een basketbalspeler en coach van het nationale damesteam van de Sovjet-Unie. Ze kreeg het Ereteken van de Sovjet-Unie in 1985, de Leninorde in 1957, werd Meester in de sport van de Sovjet-Unie in 1950 en Geëerde Coach van de Sovjet-Unie in 1964.

## Carrière als speler
Als speler speelde ze voor Lokomotiv Moskou en MAI Moskou en won het landskampioenschap van de Sovjet-Unie in 1947, 1951, 1954 en 1955. Ze won met dat team ook de USSR Cup in 1952. In 1956 werd ze landskampioen van de Sovjet-Unie met RSFSR Moskou.
Als speler voor het nationale team van de Sovjet-Unie won ze goud op de Europese kampioenschappen in 1950, 1952, 1954 en 1956.

## Carrière als coach van nationale team van de Sovjet-Unie
Ze was 22 jaar coach van het nationale team van de Sovjet-Unie, (1958-1964 assistent-coach) (1964-1985 hoofdcoach), en won bijna alle toernooien. Ze won goud op de Olympische Spelen in 1976 en 1980 en goud op de Wereldkampioenschappen in 1964, 1967, 1971, 1975 en 1983. (De USSR boycotte het WK in 1979). Ze won ook goud op de Europese kampioenschappen in 1962, 1964, 1966, 1968, 1970, 1972, 1974, 1976, 1978, 1980, 1981 en 1983 en zilver in 1958. In 1984 won ze goud op de Vriendschapsspelen, en toernooi dat werd gehouden voor landen die de Olympische Spelen van 1984 boycotte.
Aleksejeva kwam in 1999 in de Women's Basketball Hall of Fame. Ook kreeg zij een plaats in de FIBA Hall of Fame in 2007. In 2012 kwam ze in de Basketball Hall of Fame voor coaches.

## Privé
Aleksejeva is de jongere zus van oud basketbalspeelster Valentina Kopylova die ook uitkwam voor het nationale damesteam van de Sovjet-Unie. Lidia was getrouwd met Jevgeni Aleksejev die ook basketballer was.

## Erelijst (speler)
- Landskampioen Sovjet-Unie: 5
  - Winnaar: 1947, 1951, 1954, 1955, 1956
  - Tweede: 1944, 1948, 1952, 1953
- Bekerwinnaar Sovjet-Unie: 1
  - Winnaar: 1952
  - Runner-up: 1950
- Spartakiad van de Volkeren van de USSR: 1
  - Winnaar: 1956
- Europees Kampioenschap: 4
  - Goud: 1950, 1952, 1954, 1956

## Speler
3 Maksimeljanova ·
4 Moisejeva ·
5 Mamentjeva ·
6 Maksimova ·
7 Aleksejeva  ·
8 Jevg. Rjaboesjkina ·
9 Kopylova ·
10 Jevd. Rjaboesjkina ·
11 Pimenova ·
12 Charitonova ·
13 V. Rjaboesjkina ·
15 Stasjoek ·
16 Boerdina ·
Coach: Travin
· Assistent-coach: Kulakauskas
· Assistent-coach: 
3 Nazarenko ·
4 Maksimova ·
5 Mamentjeva ·
6 Kopylova ·
7 Aleksejeva  ·
8 Rjaboesjkina ·
9 Moisejeva ·
10 Oerdang ·
11 Stasjoek ·
12 Lobanova ·
13 Stepina ·
14 Uztupe ·
15 Gomelskaja ·
16 Otsa ·
Coach: Travin
· Assistent-coach: Gorochov
· Assistent-coach: 
3 Maksimeljanova ·
4 Maksimova ·
5 Mamentjeva ·
6 Kopylova ·
7 Aleksejeva  ·
8 Rjaboesjkina ·
9 Moisejeva ·
10 Uztupe ·
11 Nazarenko ·
12 Artsisjevskaja ·
13 Stepina ·
14 Zaznobina ·
15 Asitasjvili ·
16 Otsa ·
Coach: Lõssov
· Assistent-coach: Gorochov
· Assistent-coach: 
3 Maksimeljanova ·
4 Maksimova ·
5 Mamentjeva ·
6 Kopylova ·
7 Aleksejeva  ·
8 Poznanskaja ·
9 Kostikova ·
10 Uztupe ·
11 Artsisjevskaja ·
12 Jerjomina ·
13 Stepina ·
14 Värk ·
15 Asitasjvili ·
16 Otsa ·
Coach: Lõssov
· Assistent-coach: Gorochov
· Assistent-coach: 

## Assistent-Coach
3 Maksimeljanova  ·
4 Maksimova ·
5 Kostikova ·
6 Otsa ·
7 Tulevičiūtė ·
8 Michajlova ·
10 Koedrjavtseva ·
11 Artsisjevskaja ·
12 Jerjomina ·
13 Stepina ·
14 Kraus ·
15 Bitnere ·
Coach: Butautas
· Assistent-coach: Aleksejeva
· Assistent-coach: 
4 Uztupe ·
5 Pyrkova ·
6 Leontjeva ·
7 Poznanskaja  ·
8 Edeleva ·
9 Koekanova ·
10 Orel ·
11 Smildziņa ·
12 Lüütsepp ·
13 Daktaraitė ·
14 Pivovarova ·
15 Salimova ·
Coach: Butautas
· Assistent-coach: Aleksejeva
· Assistent-coach: 
4 Poznanskaja  ·
5 Pyrkova ·
6 Antipina ·
7 Salimova ·
8 Michajlova ·
9 Koekanova ·
10 Orel ·
11 Smildziņa ·
12 Lüütsepp ·
13 Sorokina ·
14 Leontjeva ·
15 Tsjijanova ·
Coach: Butautas
· Assistent-coach: Aleksejeva
· Assistent-coach: 

## Hoofdcoach
4 Poznanskaja  ·
5 Pyrkova ·
6 Sorokina ·
7 Salimova ·
8 Michajlova ·
9 Koekanova ·
10 Orel ·
11 Smildziņa ·
12 Leontjeva ·
13 Magidson ·
14 Ravdone ·
15 Tsjijanova ·
Coach: Aleksejeva
· Assistent-coach: Zjeldin
· Assistent-coach: 
4 Poznanskaja  ·
5 Pyrkova ·
6 Magidson ·
7 Salimova ·
8 Michajlova ·
9 Koekanova ·
10 Orel ·
11 Smildziņa ·
12 Voronina ·
13 Jukelienė ·
14 Ravdone ·
15 Tsjijanova ·
Coach: Aleksejeva
· Assistent-coach: Zjeldin
· Assistent-coach: 
4 Poznanskaja  ·
5 Pyrkova ·
6 Pivovarova ·
7 Salimova ·
8 Michajlova ·
9 Koekanova ·
10 Orel ·
11 Smildziņa ·
12 Antipina ·
14 Ravdone ·
15 Tsjijanova ·
16 Jeremkina ·
Coach: Aleksejeva
· Assistent-coach: Zjeldin
· Assistent-coach: 
4 Bareikitė ·
5 Pyrkova ·
6 Antipina ·
7 Salimova ·
8 Tsjijanova  ·
9 Koekanova ·
10 Zacharova ·
11 Smildziņa ·
12 Voronina ·
13 Boebtsjikova ·
14 Semjonova ·
15 Sjvetsova ·
Coach: Aleksejeva
· Assistent-coach: Kolpakov
· Assistent-coach: 
4 Krestianinova ·
5 Kobzeva ·
6 Sjvetsova ·
7 Goeseva ·
8 Ovetsjkina ·
9 Koekanova ·
10 Dmitriejeva ·
11 Zacharova  ·
12 Voronina ·
13 Boebtsjikova ·
14 Semjonova ·
15 Ferjabnikova ·
Coach: Aleksejeva
· Assistent-coach: Kolpakov
· Assistent-coach: 
4 Rupšienė ·
5 Kobzeva ·
6 Koervjakova ·
7 Lemechova ·
8 Semjonova ·
9 Vinčaitė ·
10 Dmitriejeva ·
11 Zacharova  ·
12 Ferjabnikova ·
13 Goeseva ·
14 Dauniene ·
15 Klymova ·
Coach: Aleksejeva
· Assistent-coach: Kolpakov
· Assistent-coach: 
4 Rupšienė ·
5 Kobzeva ·
6 Koervjakova ·
7 Koezmina ·
8 Ovetsjkina ·
9 Krestianinova ·
10 Semjonova ·
11 Zacharova  ·
12 Ferjabnikova ·
13 Goeseva ·
14 Soecharnova ·
15 Klymova ·
Coach: Aleksejeva
· Assistent-coach: Kolpakov
· Assistent-coach: 
4 Soecharnova ·
5 Ovtsjinnikova ·
6 Koervjakova ·
7 Barisjeva ·
8 Ovetsjkina ·
9 Koeznetsova ·
10 Semjonova ·
11 Zacharova  ·
12 Ferjabnikova ·
13 Sjoevajeva ·
14 Dauniene ·
15 Klymova ·
Coach: Aleksejeva
· Assistent-coach: Kolpakov
· Assistent-coach: 
4 Rupšienė ·
5 Ovtsjinnikova ·
6 Koervjakova ·
7 Barisjeva ·
8 Ovetsjkina ·
9 Sjoevajeva ·
10 Semjonova ·
11 N. Zacharova  ·
12 Ferjabnikova ·
13 Soecharnova ·
14 T. Zacharova ·
15 Klymova ·
Coach: Aleksejeva
· Assistent-coach: Zjeldin
· Assistent-coach: 
4 Rupšienė ·
5 T. Zacharova ·
6 Koervjakova ·
7 Barisjeva ·
8 Ovetsjkina ·
9 Sjoevajeva ·
10 Semjonova ·
11 N. Zacharova  ·
12 Ferjabnikova ·
13 Soecharnova ·
14 Dauniene ·
15 Klymova ·
Coach: Aleksejeva
· Assistent-coach: Zjeldin
· Assistent-coach: 
4 Rupšienė ·
5 Šulskytė ·
6 Koervjakova ·
7 Barisjeva ·
8 Ovetsjkina ·
9 Sjoevajeva ·
10 Semjonova ·
11 Zacharova  ·
12 Ferjabnikova ·
13 Soecharnova ·
14 Dauniene ·
15 Klymova ·
Coach: Aleksejeva
· Assistent-coach: Zjeldin
· Assistent-coach: 
4 Rupšienė  ·
5 Sjarmaj ·
6 Šulskytė ·
7 Barisjeva ·
8 Ovetsjkina ·
9 Sjoevajeva ·
10 Semjonova ·
11 Ovtsjinnikova ·
12 Ferjabnikova ·
13 Soecharnova ·
14 Jerofejeva ·
15 Tsjaoesova ·
Coach: Aleksejeva
· Assistent-coach: Zjeldin
· Assistent-coach: 
4 Rupšienė  ·
5 Sjarmaj ·
6 Šulskytė ·
7 Barisjeva ·
8 Ovetsjkina ·
9 Sjoevajeva ·
10 Semjonova ·
11 Rogozjyna ·
12 Ferjabnikova ·
13 Soecharnova ·
14 Zacharova ·
15 Ivinskaja ·
Coach: Aleksejeva
· Assistent-coach: Zjeldin
· Assistent-coach: 
4 Barel ·
5 Sjarmaj ·
6 Šulskytė ·
7 Barisjeva ·
8 Ovetsjkina  ·
9 Sjoevajeva ·
10 Semjonova ·
11 Rogozjyna ·
12 Tsjaoesova ·
13 Soecharnova ·
14 Jerofejeva ·
15 Savitskaja ·
Coach: Aleksejeva
· Assistent-coach: Zjeldin
· Assistent-coach: 
4 Barel ·
5 Melnitsjenko ·
6 Koedrevatova ·
7 Barisjeva ·
8 Jerofejeva ·
9 Sjoevajeva ·
10 Semjonova ·
11 Rogozjyna ·
12 Tsjaoesova ·
13 Soecharnova ·
14 Feodorova ·
15 Savitskaja ·
Coach: Aleksejeva
· Assistent-coach: Zjeldin
· Assistent-coach: 
4 Šidlauskaitė ·
5 Barisjeva ·
6 Barel ·
7 Ivinskaja ·
8 Boerjakina ·
9 Sjoevajeva ·
10 Semjonova ·
11 Rogozjyna ·
12 Tsjaoesova ·
13 Soecharnova ·
14 Šulskytė ·
15 Savitskaja ·
Coach: Aleksejeva
· Assistent-coach: Kapranov
· Assistent-coach: 
4 Šidlauskaitė ·
5 Barisjeva ·
6 Barel ·
7 Jakovleva ·
8 Boerjakina ·
9 Sjoevajeva ·
10 Semjonova ·
11 Rogozjyna ·
12 Tsjaoesova ·
13 Soecharnova ·
14 Koeriksja ·
15 Savitskaja ·
Coach: Aleksejeva
· Assistent-coach: 
· Assistent-coach: 
4 Šidlauskaitė ·
5 Belasjapka ·
6 Barel ·
7 Jakovleva ·
8 Boerjakina ·
9 Sjoevajeva ·
10 Semjonova ·
11 Rogozjyna ·
12 Tsjaoesova ·
13 Soecharnova ·
14 Koeriksja ·
15 Savitskaja ·
Coach: Aleksejeva
· Assistent-coach: Kapranov
· Assistent-coach: 